# Stenopus devaneyi
Stenopus devaneyi is een tienpotigensoort uit de familie van de Stenopodidae. De wetenschappelijke naam van de soort is voor het eerst geldig gepubliceerd in 1984 door Goy.